# Amrod
Amrod är en fiktiv karaktär i J.R.R Tolkiens bok Silmarillion. Han är tvillingbror till Amras och tillsammans är de Fëanors yngsta söner. 
Amrods fadernamn var Pityafinwë, eller "Den Lilla Finwë". Den korta delen av hans namn var Pityo, "Den lille". Hans modernamn var Ambarussa "toppigt rödbrun", med hänvisning till hans röda hår. 
Efter Fëanors död bosatte han sig i de stora slätterna i östra Beleriand och var känd som en stor jägare. Amrod och hans bror höll de södra länderna i Estolad, mellan floderna Gelion, Celon och Andram bakom Maedhros träsk. Amras dödades dock under bränningen av fartygen i Losgar. Han överlevde de flesta av Beleriandkrigen, men han föll till slut under frände-dråpet vid floden Sirion.